# Athens County
Das Athens County ist ein County im US-Bundesstaat Ohio. Bei der Volkszählung im Jahr 2010 hatte das County 64.757 Einwohner und eine Bevölkerungsdichte von 49,4 Einwohnern pro Quadratkilometer. Der Verwaltungssitz (County Seat) ist die Universitätsstadt Athens.

## Geographie
Das County liegt im Südosten von Ohio, erreicht mit seiner südöstlichen Spitze den Ohio River, der die Grenze zu West Virginia bildet. Das Athens County hat eine Fläche von 1317 Quadratkilometern, wovon fünf Quadratkilometer Wasserfläche sind. Es grenzt an folgende Nachbarcountys:
| Hocking County | Perry County | Morgan County               |
| Vinton County  |              | Washington County           |
|                | Meigs County | Wood County (West Virginia) |

### Flächennutzung
Im Athens County sind 2,47 % der Gesamtfläche (1.317 km²) bebaute Siedlungsfläche (Wohnbebauung, Verkehrsflächen, Gewerbeflächen etc.). Als Ackerland (5,62 %) und Grünland (12,96 %) werden nur kleinere Teile des Countys genutzt. Die bei weitem größten Teile des Athens County nehmen die ausgedehnten Wälder mit 77,79 % der Fläche ein. Nur 0,76 % des County nehmen offene Gewässer ein. Weniger als 0,5 Prozent des County sind unbedeckt oder werden vom Bergbau eingenommen.

## Geschichte
Das Athens County wurde am 20. Februar 1805 aus Teilen des Washington County gebildet. Benannt wurde es, ebenso wie die Bezirkshauptstadt, nach der griechischen Stadt Athen. Grund hierfür war, dass in jener Zeit die Ohio University hier entstand.
Ein Ort im County hat den Status einer National Historic Landmark, die Manasseh Cutler Hall. 28 Bauwerke und Stätten des Countys sind im National Register of Historic Places eingetragen (Stand 6. April 2018).

## Demografische Daten

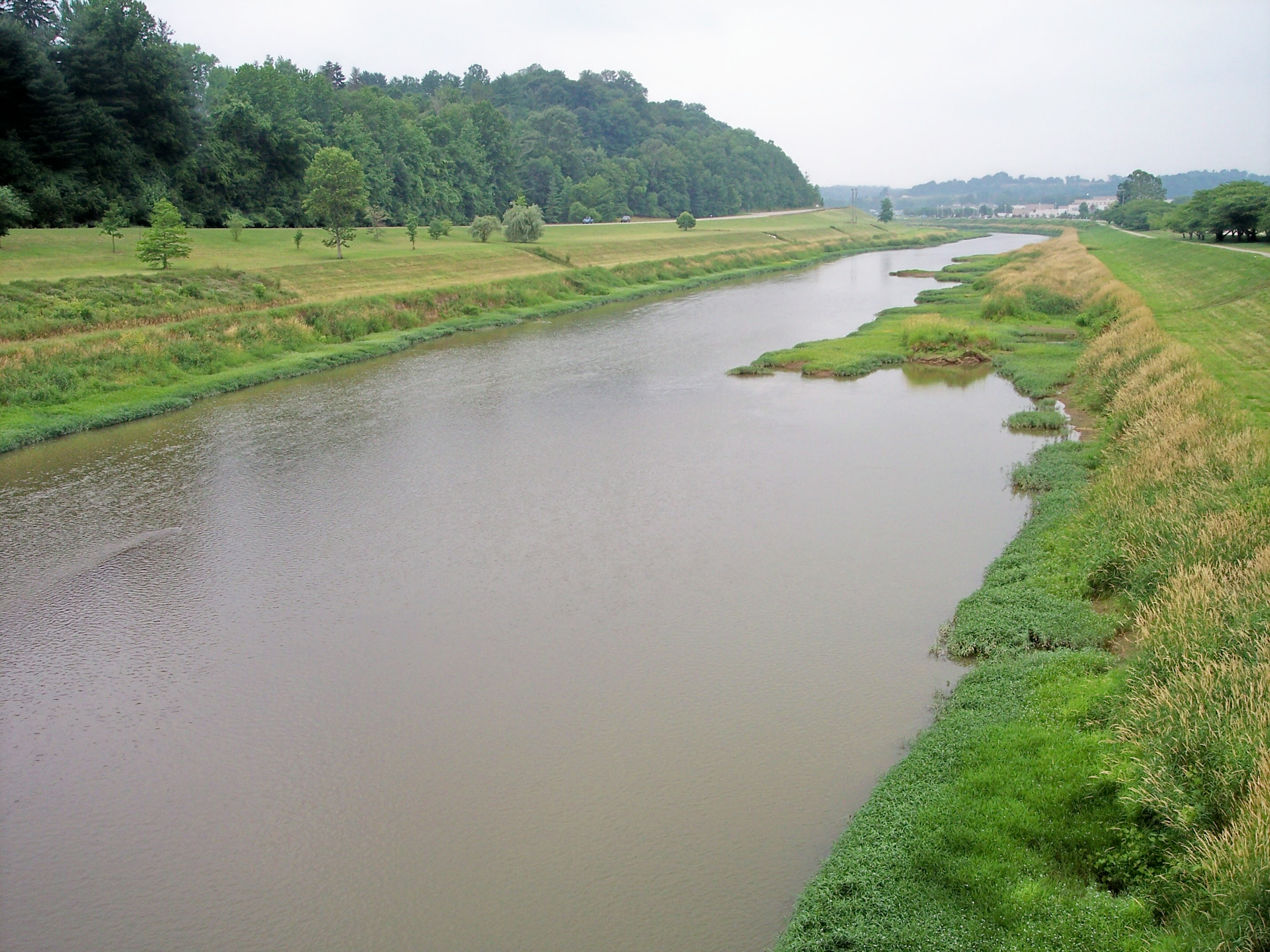
Hocking River nahe Athens

Nach der Volkszählung im Jahr 2010 lebten im Athens County 64.757 Menschen in 22.283 Haushalten. Die Bevölkerungsdichte betrug 49,4 Einwohner pro Quadratkilometer.
Ethnisch betrachtet setzte sich die Bevölkerung zusammen aus 91,8 Prozent Weißen, 2,7 Prozent Afroamerikanern, 0,3 Prozent amerikanischen Ureinwohnern, 2,7 Prozent Asiaten sowie aus anderen ethnischen Gruppen; 2,1 Prozent stammten von zwei oder mehr Ethnien ab. Unabhängig von der ethnischen Zugehörigkeit waren 1,5 Prozent der Bevölkerung spanischer oder lateinamerikanischer Abstammung.
In den 22.283 Haushalten lebten statistisch je 2,44 Personen.
15,8 Prozent der Bevölkerung waren unter 18 Jahre alt, 74,1 Prozent waren zwischen 18 und 64 und 10,1 Prozent waren 65 Jahre oder älter. 49,9 Prozent der Bevölkerung war weiblich.

Das jährliche Durchschnittseinkommen eines Haushalts lag bei 31.559 USD. Das Prokopfeinkommen betrug 16.642 USD. 30,3 Prozent der Einwohner lebten unterhalb der Armutsgrenze.

## Orte im Athens County
Citys
- Athens
- Nelsonville

Villages
| - Albany - Amesville - Buchtel - Chauncey | - Coolville - Glouster - Jacksonville - Trimble |

Unincorporated Communitys
- The Plains

andere Unincorporated Communitys
| - Burr Oak - Canaanville - Carbondale - Guysville - Hockingport | - Millfield - Mineral - Modoc - New Marshfield - Redtown | - Shade - Sharpsburg - Stewart - Torch - Wrightstown |

## Gliederung

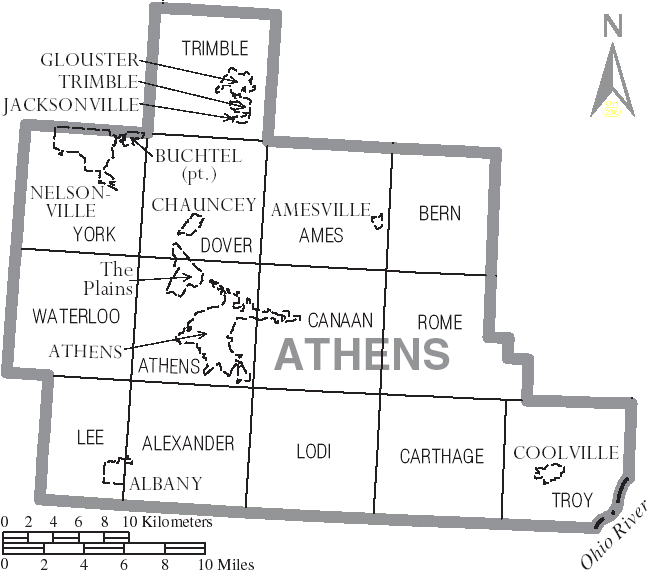
Gliederung des Athens County

Das Athens County ist in 14 Townships eingeteilt:
| - Alexander Township - Ames Township - Athens Township - Bern Township - Canaan Township | - Carthage Township - Dover Township - Lee Township - Lodi Township - Rome Township | - Trimble Township - Troy Township - Waterloo Township - York Township |

## Wirtschaft
Der größte Arbeitgeber des Athens County ist die Ohio University. Weitere signifikante Arbeitgeber sind unter anderem die Appalachian Behavioral Healthcare, das Hocking College, der Gesundheitssektor (Diagnostic Hybrids, O'Bleness Memorial Hospital), weitere Dienstleistungen sowie die wachsende Zahl kleinerer Betriebe im Bereich Einzelhandel und Gastronomie.
In der Geschichte des Athens County sorgte zunächst die Salzgewinnung für Arbeitsplätze, gefolgt vom Bergbau nach Steinkohle und der Holzgewinnung. Diese spielten lange eine gewichtige Rolle in der wirtschaftlichen Entwicklung von Athens County.
Der Bergbau hat seinen Höhepunkt seit längerem überschritten und ist nur noch zu einem kleinen, wenig bedeutenden Teil erhalten geblieben. Lediglich Buckingham Coal betreibt den Abbau von Steinkohle im Trimble Township im äußersten Norden von Athens County. Mit diversen Kiesgruben und Kalksteingruben sind weitere Vertreter des Sektors der Rohstoffgewinnung an mehreren Orten im County zu finden. Im Athens County wurden auch Öl- und Gasquellen, allerdings kleineren Umfangs, gefunden und erschlossen.
Sowohl Grünlandwirtschaft und Ackerbau als auch Gartenbau sind in ihrem Anteil am Sozialprodukt gesunken, spielen aber beide immer noch eine neuerdings wieder an Bedeutung gewinnende Rolle in der regionalen Wirtschaft.
Die Forstwirtschaft ist vor allem im Norden des County, wo große Teile der Landfläche bewaldet sind, noch von Bedeutung. Der Firmensitz der Wayne National Forest, einem der staatlichen Betriebe, befindet sich zwischen den Orten Athens und Nelsonville.
Eine wachsende Komponente der Wirtschaftsstruktur ist der Bereich Tourismus. Athens County ist für Kunsthandwerk und Musiker bekannt und bietet entsprechende kulturelle Angebote. Weiterhin finden sich Möglichkeiten für Jagd und Angelsport. Über 30 km Radwanderwege erschließen die Gegend zwischen den beiden wichtigsten Orten von Athens County, Athens und Nelsonville. Parks und Waldflächen runden das Spektrum touristischer Attraktionen ab.
Im Dienstleistungssektor spielen vor allem die Universität und weitere Erziehungs- und Ausbildungseinrichtungen eine Rolle im Wirtschaftsgefüge des Athens County. Mehr als ein Viertel der Einwohner des County ist entweder als Schüler, Student oder Auszubildender am Hooking College oder an der Ohio University eingeschrieben beziehungsweise dort als Lehrkraft, Verwaltungs- oder technischer Mitarbeiter beschäftigt.